# Deiveson Figueiredo
Deiveson Alcântara Figueiredo, född 18 december 1987 i Soure, är en brasiliansk MMA-utövare som sedan 2017 tävlar i organisationen Ultimate Fighting Championship.